# Rúr
Rúr (německy Ruhr) je řeka v Německu (Severní Porýní-Vestfálsko). Délka řeky je 219,3 km. Plocha jejího povodí měří 4500 km². Kolem řeky se rozkládá průmyslová oblast Porúří.

## Průběh toku
Pramení ve výběžcích pohoří Sauerland. Charakter toku je převážně horský, jen na dolním toku protéká rovinou. Ústí zprava do Rýnu.

## Vodní režim
Průměrný průtok vody poblíž ústí činí přibližně 70 m³/s. Vodní stav je vyšší v zimě a nižší v létě. Na podzim dochází k povodním.

## Využití
Na řece bylo vybudováno mnoho přehradních nádrží. Voda z řeky se využívá v kovozpracujících závodech Rúrské průmyslové oblasti.
Vodní doprava je možná do města Witten. Řeka je spojena kanálem s Emží. Na řece leží města Witten, Essen, Mülheim an der Ruhr a v ústí velký říční přístav Duisburg-Ruhrort.